# Иваницкий сельский совет (Ичнянский район)
Иваницкий сельский совет (укр. Іваницька сільська рада) — входит в состав
Ичнянского района
Черниговской области
Украины.
Административный центр сельского совета находится в 
с. Иваница
.

## Населённые пункты совета
- с. Иваница
- с. Загон
- с. Зоцовка
- с. Ковтуновка
- с. Купина
- с. Степь

## Ликвидированные населённые пункты совета
- с. Лозовое